# Heteromeringia helicina
Heteromeringia helicina är en tvåvingeart som beskrevs av Mitsuhiro Sasakawa 1966. Heteromeringia helicina ingår i släktet Heteromeringia och familjen träflugor. Inga underarter finns listade i Catalogue of Life.